# 1594 w polityce
Wydarzenia polityczne w 1594 roku.

## Zmarli
- 4 lipca Jan Cornelius, angielski jezuita, męczennik[1].